# 4792 Lykaon
4792 Lykaon è un asteroide troiano di Giove del campo troiano. Scoperto nel 1988, presenta un'orbita caratterizzata da un semiasse maggiore pari a 5,2602907 UA e da un'eccentricità di 0,0906003, inclinata di 9,33526° rispetto all'eclittica.
L'asteroide è dedicato a Licaone, uno dei due figli che Priamo ebbe da Laotoe: fu ucciso da Achille nella guerra di Troia.